# Tiler Peck
Tiler Kalyn Peck (nació el 12 de enero de 1989) es una bailarina de ballet estadounidense y bailarina principal del New York City Ballet (Ballet de la Ciudad de Nueva York). Además del ballet, ha actuado en espectáculos de teatro musical y ha hecho apariciones especiales en películas como Donnie Darko y series de televisión como Tiny Pretty Things.

## Primeros años de vida
Nació en Bakersfield, California. Peck comenzó sus estudios en el estudio de ballet de su madre en Bakersfield, a la edad de dos años. Comenzó su entrenamiento formal en ballet clásico a la edad de siete años, cuando recibió lecciones privadas en Hollywood por Alla Khaniashvili, una ex bailarina del Ballet Bolshoi. Más tarde, comenzó a estudiar con las bailarinas del New York City Ballet, Colleen y Patricia Neary, en California. Durante este tiempo se inscribió en la Westside School of Ballet en Santa Mónica, donde estudió con la ex bailarina principal del New York City Ballet, Yvonne Mousey, y aprendió la técnica Balanchine.

## Carrera de ballet
Peck bailó en la ceremonia de Honores del Centro Kennedy dos veces, en 2012 y 2014, actuando frente al presidente Barack Obama y la primera dama Michelle Obama. En 2014, lanzó "Tiler Peck Designs", su propia colección de ropa de danza comercializada por Body Wrappers. Ese mismo año actuó en el Festival de Danza Laguna, junto a su colega Joaquín De Luz. En octubre del mismo año, Peck se reunió con Susan Stroman en Washington D. C. para trabajar con ella en su nuevo musical, Little Dancer.
El repertorio de Peck en el New York City Ballet incluye coreografías de George Balanchine, Jerome Robbins, Susan Stroman, Christopher Wheeldon, Peter Martins, y Justin Peck. Ha interpretado papeles principales en Joyas, El Cascanueces, Variaciones Raymonda, La Sílfide, Romeo y Julieta, Coppélia, La Bella Durmiente, y El Lago de los Cisnes .       

## Otras apariciones
Peck ha explorado otras actividades además del ballet, como el teatro musical y la actuación. En 2019, regresó a su papel en el musical Little Dancer, que había sido reelaborado y retitulado como Marie, Dancing Still. También actuó como Clara en el Radio City Christmas Spectacular.
Tiler Peck ha tenido pequeños papeles en películas. Sus apariciones incluyen A Time for Dancing (2000), Geppetto (2000), Donnie Darko (2001), Catfish (2010), Enemy Within (2014), y el documental sobre el proceso coreográfico del coreógrafo Justin Peck, Ballet 422 (2014). Ha aparecido en televisión actuando como invitada en Dancing with the Stars. En 2011 actuó como Mazapán en la transmisión en vivo desde Lincoln Center de “ El Cascanueces”. En 2013, apareció nuevamente en el Lincoln Center como Louise Bigelow en la transmisión de PBS de Rodgers & Hammerstein 's Carousel.
En 2017, Peck apareció en "The Ellen DeGeneres Show" como la primera bailarina de ballet en actuar en el programa.
Peck fue el foco principal del documental de 2018 Ballet Now que se mostró en el Festival Internacional de Cine de Seattle de 2018.
En 2020, Peck apareció en la serie de Netflix Tiny Pretty Things como Sienna Milken. Ella interpreta a Eva Cullman, una bailarina de una compañía de ballet ficticia de la ciudad de Nueva York, en Étoile, una serie de televisión de 2025 creada por Amy Sherman-Palladino y Daniel Palladino .  

## Vida personal
Peck se casó con el bailarín principal de ballet de la ciudad de Nueva York, Robbie Fairchild, el 22 de junio de 2014, en Nueva York. La pareja se separó en 2017.  Durante la duración de su matrimonio, Peck fue cuñada de Megan Fairchild, la hermana de Robert.  Robbie Fairchild más tarde se declararía gay.
En septiembre de 2024, anunció su compromiso con el bailarín de ballet Román Mejía.